# Hopton-on-Sea
Hopton-on-Sea è un villaggio e parrocchia civile dell'Inghilterra, appartenente alla contea del Norfolk.